# Michael Svoboda (Fußballspieler)
Michael Svoboda (* 15. Oktober 1998 in Wien) ist ein österreichischer Fußballspieler.

## Karriere

### Verein
Svoboda begann seine Karriere beim KSV Ankerbrot Montelaa. 2005 kam er in die Jugend des SK Rapid Wien. 2006 wechselte er zur SV Schwechat. Im Mai 2016 debütierte er für die erste Mannschaft von Schwechat in der Regionalliga, als er am 28. Spieltag der Saison 2015/16 gegen den SC Neusiedl am See in der Startelf stand.
Zur Saison 2016/17 wechselte er zum Ligakonkurrenten FC Stadlau. In seinen zwei Jahren bei Stadlau absolvierte er 42 Regionalligaspiele und erzielte dabei drei Tore.
Zur Saison 2018/19 wechselte er zum Zweitligisten WSG Wattens. Sein Debüt in der 2. Liga gab er im Juli 2018, als er am ersten Spieltag jener Saison gegen den SV Lafnitz in der 64. Minute für David Gugganig eingewechselt wurde. Mit der WSG Wattens stieg er als Zweitligameister in die Bundesliga auf, woraufhin sich der Verein in WSG Tirol umbenannte. Nach 57 Einsätzen für die Tiroler verließ er den Verein nach der Saison 2019/20.
Daraufhin wechselte er zur Saison 2020/21 nach Italien zum Zweitligisten FC Venedig, bei dem er einen bis Juni 2023 laufenden Vertrag erhielt. Mit Venedig stieg er 2021 in die Serie A auf, 2022 folgte der Wiederabstieg. 2024 schaffte er mit Venedig den erneuten Aufstieg.

### Nationalmannschaft
Svoboda wurde im September 2024 erstmals in die österreichische Nationalmannschaft berufen. Sein Debüt gab er in Folge im Oktober 2024 in der UEFA Nations League gegen Kasachstan.